# Agression sexuelle sur mineur
Pour des articles plus généraux, voir Agression sexuelle et Pédocriminalité.
Une agression sexuelle sur mineur (l'anglicisme « abus sexuel sur mineur » étant à éviter) est une action à caractère sexuel exercée à l'encontre d'un enfant ou d'un adolescent. Si l'âge du consentement varie selon les pays, il est communément admis qu'en dessous de cette limite, en raison du manque de discernement du mineur et de l’autorité de l’adulte, toute relation sexuelle entre ce dernier et un adulte est une agression.
L'agression sexuelle comporte souvent un contact corporel, mais pas toujours (exhibition ou pédopornographie). Il entraîne de multiples conséquences traumatiques à court et à long terme, comme le stress post-traumatique. L’agresseur peut être extérieur à l'entourage du mineur mais est souvent quelqu'un de familier voire de proche, comme le montrent les cas d'inceste. Des dynamiques institutionnelles peuvent étendre la fréquence de ces relations abusives.

## Définition et nature de l'acte

### Terminologie
L'agression sexuelle sur mineur renvoie à tout acte sexuel entre un enfant et un adulte ou entre enfants, impliquant ou non un contact corporel. Montrer des parties génitales ou inciter à l’acte sexuel relèvent également d'une agression sexuelle.
Bien que ce soit le terme utilisé par la directive européenne, l'expression d’« abus sexuel sur mineur » est parfois contestée, pour des raisons différentes, dans son usage et dans sa forme. Certains pédopsychiatres lui reprochent de suggérer, par la notion d'« abus », qu'« un usage modéré pourrait être licite et que seul l'excès serait traumatisant pour l'enfant et répréhensible ».

### Absence du consentement
Le discernement de l'enfant est insuffisant pour comprendre les implications et la nature d'un acte sexuel. La limite de la majorité sexuelle, qui détermine l'âge du consentement dans la loi, varie selon les pays.
En Europe, l'âge de consentement varie entre 14 et 18 ans. La directive 2011/93/UE du Parlement européen et du Conseil relative à la lutte contre les abus sexuels et l’exploitation sexuelle des enfants, ainsi que la pédopornographie définit des mesures de protection et des peines minimales à fixer dans chaque État membre.
En France, l'âge de la majorité sexuelle est de 15 ans, mais l'adulte commet une infraction s'il a une relation avec une personne consentante de moins de dix-huit ans, s'il est une personne ascendante ou ayant autorité sur le mineur de par sa fonction ou si le mineur est une personne vulnérable. D'autre part, cette relation, dite "librement consentie" par le mineur, ne doit pas être entachée de circonstances précises qui la rendent punissable : rémunération en argent ou en nature (prostitution), incitation à la débauche ou à la pornographie, soustraction à l'autorité parentale.

## Conséquences sur la santé et le développement

### Impact multiforme, sévère et durable
L'abus sexuel a des conséquences multiples et graves sur les victimes, à court et à long terme. Un grand nombre de séquelles psychopathologiques d'une gravité également variable résulte de cette agression et le manque de marqueurs spécifiques compliquent le diagnostic . Les conséquences sont plus ou moins sévères selon la répétition de l'agression, la réalisation d'une pénétration, l'usage de la violence, la proximité entre l’abuseur et l'abusé, les blessures physiques et le soutien de l'entourage.
Les troubles de l’anxiété, le syndrome dissociatif, la dépression, le trouble de la personnalité borderline et des conduites sexuelles problématiques peuvent ainsi être des signes d'un abus sexuel pendant l’enfance. De plus, des problèmes méthodologiques se posent pour la recherche dans ce domaine, comme la difficulté à mesurer la gravité de l'abus, à obtenir un échantillonnage et le manque de groupe de contrôle.

### Syndrome post-traumatiques et stress
Le syndrome de stress-traumatique est l'une des premières conséquences psychiques des agressions sexuelles extrafamiliales et dans une moindre mesure intrafamiliales. Il peut s'accompagner du syndrome traumatique dissociatif, qui s'accompagne de troubles somatoformes et de phobies spécifiques, et du syndrome secondaire de type limite, qui se manifeste par exemple chez l'enfant par des stratégies d'évitement, des comportements répétitifs et un changement d'attitude envers autrui.
Il faut distinguer deux types de dommages psychologiques :
- le viol du consentement, l'adulte imposant à l'enfant un comportement auquel ce dernier ne se prête pas ;
- le sentiment de culpabilité de l'enfant, qui peut être amplifié par l'injonction du secret imposé.

Dans le domaine de la neurobiologie, l'exploration des conséquences d'abus sexuels dans l'enfance est entamée depuis les années 2000, et les conclusions convergent vers la mise en évidence de l'acquisition d'une vulnérabilité physiologique définitive,.
À partir des années 2000, plusieurs études distinctes concluent que des abus dans l'enfance, notamment sexuels, avaient des conséquences définitives en induisant une vulnérabilité acquise que l'on retrouve dans la réponse au stress. La première mise en évidence chez l'humain date de 2000, elle est poursuivie en 2003, et d'autres études exposent les risques de dépendances notamment à l'alcool.
Selon Fabrice Jollant, qui répertorie l'histoire de ces recherches en 2007 dans un cycle de conférence intitulé Devenir des maltraitances infantiles, les différentes études corroborent la piste d'un taux plus bas de l'hormone du stress (le cortisol) dans le cas d'abus dans l'enfance. Ce faible taux hors période de stress entraine une réponse plus forte et différente au stress. Quand cette vulnérabilité acquise débouche sur une dépression, quelle qu'en soit la cause, on commence à identifier une forme de dépression différente de la dépression classique, avec des réactions différentes à un antidépresseur spécifique.

### Comportement sexuel
Les comportements inadaptés dans le domaine de la sexualité sont l'un des symptômes les plus caractéristiques. Ils se manifestent par une forme d'agressivité dans les relations sexuelles et une hypersexualité se traduisant par exemple par une forte tendance à la promiscuité. Des victimes d'inceste d'âge préscolaire sur une longue période peuvent avoir des difficultés à distinguer les relations sexuelles et affectives. Cependant, les abus sexuels pendant l’enfance peuvent produire l’effet inverse et inhiber durablement la sexualité. Dans le premier cas, le sujet cherche une répétition du trauma ; dans le second cas il s'efforce d'éviter un stimuli sexuel.

### Dépression et suicide
Au niveau neurobiologique, une étude post-mortem de victimes ayant subi des abus durant l'enfance a montré une régulation épigénétique des récepteurs glucocorticoïdes dans l'hippocampe reliée au risque de suicide à l'âge adulte.

### Maladies sexuellement transmissibles
La présence d'une maladie sexuellement transmissible chez un mineur, a fortiori d’origine inconnue, doit éveiller des soupçons d'agression sexuelle. En plus d'un entretien avec l'enfant et les parents, une enquête épidémiologique facilite l'identification de l’abuseur responsable de l’infection. Un traitement prophylactique lorsque la santé sexuelle de l’agresseur est inconnue semble peu recommandable dans un contexte avec faible taux de contamination et de l'absence d'activité sexuelle de l’enfant. Une étude de 1982 informe ainsi que la gonorrhée, la syphilis, l'herpès simplex et les verrues vénériennes ont par exemple été décrites chez l'enfant. Comme chez l'adulte, des symptômes au niveau des parties génitales, du système urinaire, du périnée et de l’anus conduisent vers un examen clinique et/ou des analyses de laboratoire. La thérapie est similaire à celle des adultes. Cependant, les doses doivent être adaptées à leur âge et à leur poids ; la tétracycline est contre-indiquée chez l'enfant de moins de huit ans et la fille enceinte sauf en cas de danger mortel et les traitements oraux sont à privilégier.

### Blessures et traumatismes physiques
L'abus sexuel n'entraîne pas nécessairement des traces physiques ou de traumatismes spécifiques. Dans la plupart des cas, les parties anales et génitales ne présentent pas de signes particuliers. Les déchirures peuvent guérir en laissant des cicatrices minimes, néanmoins celles au niveau de l'hymen indiquent une pénétration. Néanmoins, dans le cadre d'une agression avec une violence caractérisée, les séquelles sont plus évidentes. Une étude du Red Cross War Memorial Children's Hospital (en) menée sur vingt enfants âgés de 2 à 12 ans, victimes d'abus sexuels de diverses nature, montre par exemple que les viols ont entraîné des déchirures au troisième degré ou des éraflures au niveau du périnée du troisième degré ainsi que des sécrétions vaginales, tandis que les agressions (« alleged indecent assault ») se sont accompagnées d'hématomes au niveau des grandes lèvres, de lacérations rectales avec écoulement ou de déchirures périnéales du second degré.

## Dissociation et amnésie
La nature de l'amnésie traumatique est sujette à controverse. Les théoriciens de la dissociation affirment que l'évènement traumatique est refoulé afin de protéger la victime de la violence subie. Les tenants de la psychologie expérimentale mettent en doute l'existence de ce phénomène, le rattachant à d'autres mécanismes de la mémoire et à la réticence des sujets à réactiver ces souvenirs.
Les recherches révèlent la nature solide de la mémoire d'un évènement stressant unique chez l'enfant. La relation entre le degré de stress et la mémorisation n'est cependant pas directe, puisqu'il peut aussi bien augmenter ou diminuer la qualité du souvenir selon les mécanismes physiologiques ou comportementaux, ainsi que le degré d'attention. La question de la mémorisation d'un traumatisme chronique est encore une question discutée. Les défaillances dans la mémoire autobiographique peuvent s'expliquer par l'exposition prolongée au cortisol, hormone intervenant dans la régulation du stress et suspectée d’atrophier les capacités de l’hippocampe, qui joue un rôle important dans de nombreux processus mnésiques. Néanmoins, d'autres hypothèses associent la diminution de cet organe aux états de stress post-traumatique et non au trauma lui-même. Un modèle établi par J. Mark G. Williams en 1996, corrigé en 2007 et largement repris par la suite suggère que les expériences aversives de l'enfance entretiennent un style cognitif d'évitement à l'égard des évènements traumatiques. Il est également possible que les contextes de violence rendent difficile l’encodage des émotions, et donc leur mémorisation, ou encore que la désensibilisation générée par la chronicité du traumatisme en altère le caractère distinctif. Les recherches sur la psychophysiologie de la sensibilité ne permettent pas d'avaliser ou d'infirmer ces deux dernières hypothèses.

## Prise en charge

### Diagnostic
L'abus sexuel est plus ou moins facile à déceler. Il peut être explicite en cas de découverte par une tierce personne ou de dénonciation de la part de la victime ou suspecté en cas de lésions de la zone génitale, notamment anales ou vulvaires, ou du trouble du comportement, notamment à caractère sexuel. L'absence d'explications pour des signes cliniques non génitaux, comme les douleurs abdominales, l'insomnie ou le décrochage scolaire, peuvent également orienter vers cette direction. La peur, la honte, l'isolement, l'ignorance ou la corruption peuvent inciter l'enfant à ne pas dénoncer son abuseur.
Un examen complet suppose un interrogatoire, bienveillant et non-directif, et un examen physique ne nécessitant pas un matériel sophistiqué. L'entretien médico-psychologique constitue une pièce centrale du dossier médical et éventuellement du dossier d'instruction. Une tierce personne de confiance est utile pour rassurer l'enfant abusé. Lors de l’entretien, le praticien est amené à rechercher des troubles somatiques, psychiatriques et comportementaux avant de poser des questions plus directement centrées sur l'abus.
Il est nécessaire de montrer une grande délicatesse lors de l'examen somatique de l'enfant car ce dernier peut éprouver le sentiment de revivre son abus. Chez le sujet examiné, la position en décubitus dorsal améliore la vision de l'hymen, tandis que la position genupectorale favorise l'observation de l'anus, du vagin et de l'hymen. Une agression de moins de 72 heures relève d'une urgence médico-légale et il importe d'opérer des prélèvements sans détruire la chaîne de la preuve.
En l’absence d'autres explications claires, le diagnostic est certain en cas de présence de sperme, de grossesse de père inconnu, de lésions aiguës de l'hymen (ecchymoses ou lacérations) ou du vagin ou d'aspects post-traumatiques dans l'hymen et en cas de maladies sexuellement transmissibles. D'autres lésions traumatiques aigües ou post-traumatiques sont des indices probables, comme les marques de succion. L'herpès de type 2 sans lésions orales ou l'infection à Chlamydia trachomatis au-delà de deux ans appartiennent au même registre de preuve. Il existe bien d'autres signes plus incertains, qui se trouvent aussi chez des mineurs non abusés, comme l'incision de l'hymen antérieur ou la présence de la bactérie Gardnerella vaginalis.

### Thérapeutique
D'après une étude américaine publiée en 2018, la majorité des traitements reposant sur une base empirique pour les enfants et les adolescents relèvent des thérapies cognitivo-comportementales. Ils comprennent des éléments transversaux communs, comme la psychoéducation, la modulation affective (comme le travail sur la respiration), l'exposition graduelle aux souvenirs traumatiques et le traitement cognitif des affects négatifs comme la culpabilité ou l'autodépréciation.
La pharmacologie peut d'une part aider à atténuer des symptômes graves et persistants ; d'autre part à renforcer l'efficacité d'une psychothérapie. Il n'existe de protocole pharmacologique particulier pour les victimes d'abus sexuels pendant l'enfance. En revanche, des recommandations sont établies pour traiter le trouble de stress post-traumatique. Ainsi, l'American Academy of Child and Adolescent Psychiatry suggère le recours aux inhibiteurs sélectifs de la recapture de la sérotonine, mais uniquement en cas d'inefficience d'une démarche psychothérapeutique fondée sur des preuves.

## Facteurs de risque
Il existe des facteurs de risque liés au comportement, à la structure sociale et la psychologie des parents. L'isolement des membres de la famille et le déni pour protéger la structure familiale peuvent ainsi contribuer à pérenniser des pratiques incestueuses, surtout en cas de désintérêt de la part du parent non-agresseur ou de peur des représailles dans un climat de violence conjugale. L'addiction à l'alcool est une source de risque aussi bien parce qu'elle lève les désinhibitions qu'il permet de prendre de la distance par rapport à l’acte. La carence parentale, qu'elle relève de l'incapacité ou de la démission, conduit également à accroître les risques d'agressions extra-familiales. Les abus sexuels sur mineurs concernent tous les milieux socio-économiques, cependant les classes aisées possèdent plus de ressources pour les dissimuler. Les risques sont accrus pour les filles et elles connaissent une plus forte probabilité de subir d'autres agressions plus tard.
Une métananalyse fondée sur 72 études classe 765 facteurs de risque putatifs en 35 domaines, dont 23 avec un effet significatif. Dans l'ordre respectif, les risques sont plus importants en cas d'abus antérieur de l’enfant ou d'un membre de sa fratrie ; d'une victimisation de l’enfant autre que l'abus ; des formes antérieures ou concurrentes de maltraitance domestique dans son environnement familial et d'un parent autrefois maltraité. Viennent ensuite les problèmes conjugaux (comme la violence d'un conjoint), de parentalité, familiaux ou d'isolement social.

## Prévalence
La prévalence moyenne mondiale des abus sexuels sur mineurs est estimée en 2011 à 11,5 %. L'examen de trois méta-analyses suggère qu'entre 1982 et 2009, le taux de prévalence global se situe entre 7,6 et 8 % pour les hommes et entre 15 et 19,7 % pour les femmes. Les taux sont en défaveur pour les filles sur chaque continent, à l'exception de l’Amérique du Sud, où ils sont semblables. Néanmoins, une analyse de la prévalence à cette échelle se pose à des problèmes méthodologiques en raison de la disparité des définitions de l’abus sexuel d'une part ; du décalage entre les chiffres officiels et les déclarations par les intéressées. Toujours selon l’étude de 2011, les taux de prévalence par continent sont de 10,1 % pour l'Amérique, 34.4 % pour l'Afrique, 23,9 % pour l'Asie et 9,2 % pour l'Europe.
En France comme dans les autres pays, Un grand nombre de viols n'étant pas déclarés, les statistiques ne reflètent pas toute la réalité du sujet, mais il est à noter qu'une nombre important de viol sur mineurs traités par la justice est le fait d'autres mineurs. Ainsi, en France, selon le  ministère de la Justice, environ 31 % des viols et agressions sexuelles sur mineurs sont commis par un auteur mineur. De 2017 à 2022, les condamnations pour violences sexuelles ont progressé de 14 %. Les mineurs représentent 23 % des condamnés pour viol. 49 % des auteurs mineurs de viol ont été condamnés à une peine privative de liberté en tout ou partie ferme.

## Agresseurs sexuels

### Approches individuelles et familiales
Les parents incestueux et les pédophiles constituent les deux catégories principales des abuseurs sexuels sur mineurs. Dans une approche psychanalytique, il est possible d'appréhender une organisation psychique particulière des agresseurs et des contextes familiaux : elle se caractérise par une plus ou moins grande insatisfaction de soi, une fixation œdipienne, un sentiment de toute-puissance, une non-éducation des pulsions, une structure perverse dans la sexualité et le rapport à la loi. Selon cette schématisation, l’autoritarisme parental domine dans une famille incestueuse rigide tandis qu'il est absent dans une famille fusionnelle. En outre, une dynamique d'assuétude incite les agresseurs à reproduire les plaisirs ressentis la première fois. Il n'est cependant pas judicieux de différencier strictement les auteurs d'incestes et les abuseurs sexuels dans leur prise en charge thérapeutique, étant donné qu'un individu peut appartenir aux deux catégories.

### Agressions entre enfants
Les abus sexuels sur mineurs ne comprennent pas uniquement les actes commis par un adulte. Au sein d'une même fratrie, la distinction entre les jeux sexuels et les pratiques abusives peut parfois s'avérer délicate dans la mesure où des contacts physiques entre frères et sœurs proches en âge peuvent être l’expression d'une curiosité s'inscrivant de leur développement psychosexuel. Une différence d'âge de plus de deux ans, l'usage de la contrainte sous toutes ses formes, la nature des actes (présence de la pénétration ou la recherche d'un orgasme) et l'implication d'autres participants manifestent un dépassement de ce cadre. Même sans ces critères, le pseudo-consentement de l'enfant peut contribuer à dissimuler aux parents la présence d'un abus sexuel.

### Violences institutionnelles

#### Un risque de systématisation de l’abus
Les cas de violences sexuelles sur mineurs dans des cadres institutionnels tels que l’école, le sport, la religion ou l'internat soulèvent des enjeux particuliers en raison des logiques structurelles dans lesquelles elles s'inscrivent. Les répercussions ne sont plus uniquement individuelles (entre l’agresseur et l’agressé) ou familiales mais également communautaires. L'abus sexuel peut être facilité par le surcroît d'autorité donné par un établissement dans un contexte de dépendance de l'enfant, générant une dynamique de dépersonnalisation, de privation et d'isolement. Cette dynamique, voisine de celle des violences intrafamilialles, est susceptible de systématiser la relation abusive et de limiter les possibilités de divulgation.

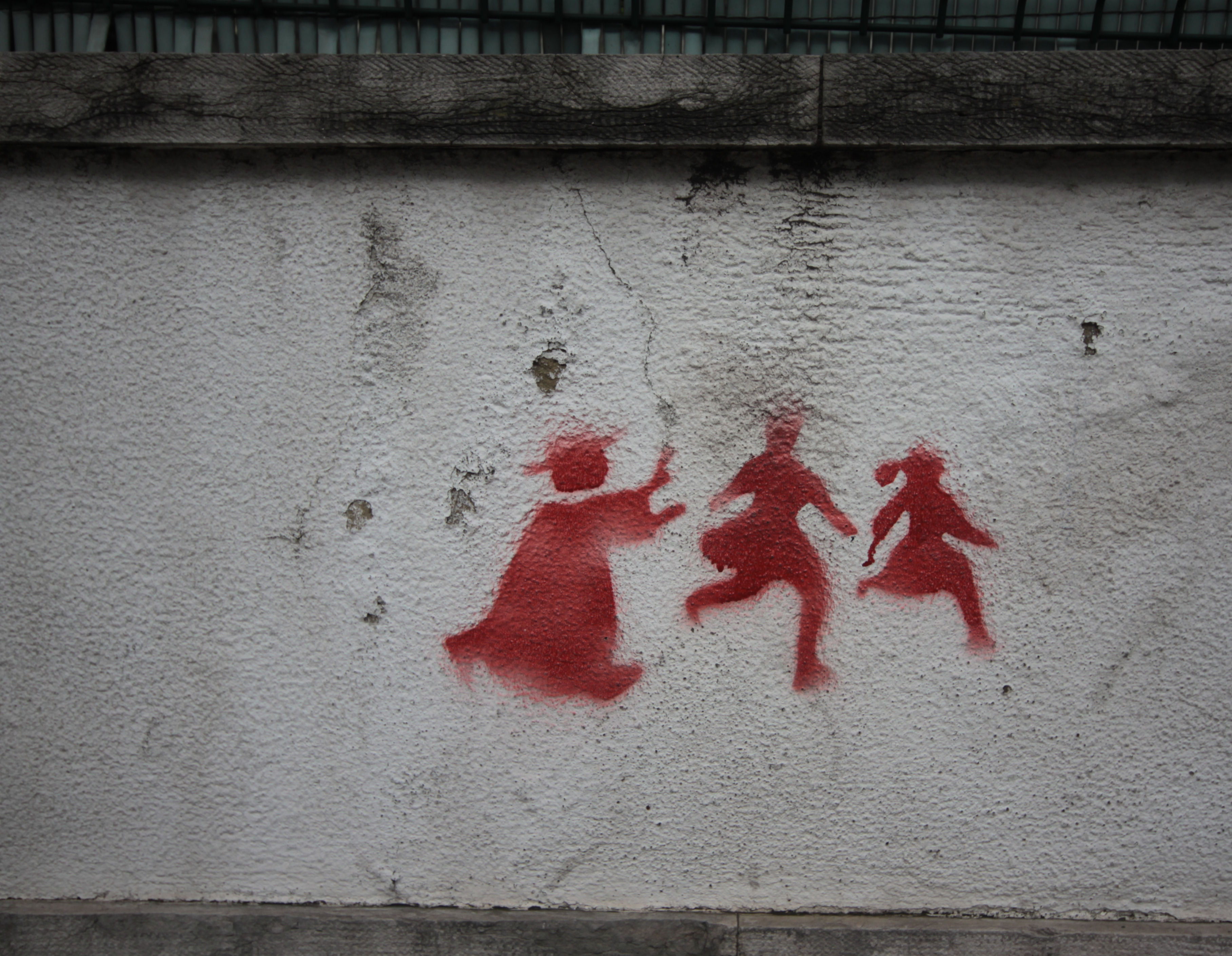
Graffiti sur un mur de Lisbonne montrant un prêtre pourchassant deux enfants (2011).

#### Dans l'Église catholique
D'après le rapport John Jay, aux États-Unis, 4392 soit 4 % des prêtres et religieux de l'Église catholique ont été accusés d'abus sexuels sur mineurs dans la seconde moitié du XXe siècle (avec un pic dans les années 1970). Parmi les victimes présumées, 81 % sont des garçons (alors que dans la population générale les filles sont majoritaires), 22 % âgés de 10 ans ou moins, 51 % de 11 à 14 ans, et 27 % de 15 à 17ans.

### Prostitution
La prostitution infantile est un phénomène massif qui, outre les traumatismes des violences sexuelles, contribue à la diffusion de maladies sexuellement transmissibles et de la toxicomanie chez l'enfant.

### Exhibitionnisme et voyeurisme
Si l’exhibition et le voyeurisme n'impliquent pas nécessairement de contact, elles constituent néanmoins une forme de maltraitance sexuelle dont les conséquences sont parfois tardives. Le voyeur recherche une excitation sexuelle en regardant l'enfant nu, par exemple pendant sa toilette corporelle, tandis que l'exhibitionniste cherche à se stimuler en imposant la vision de ses organes génitaux.

## Prévention

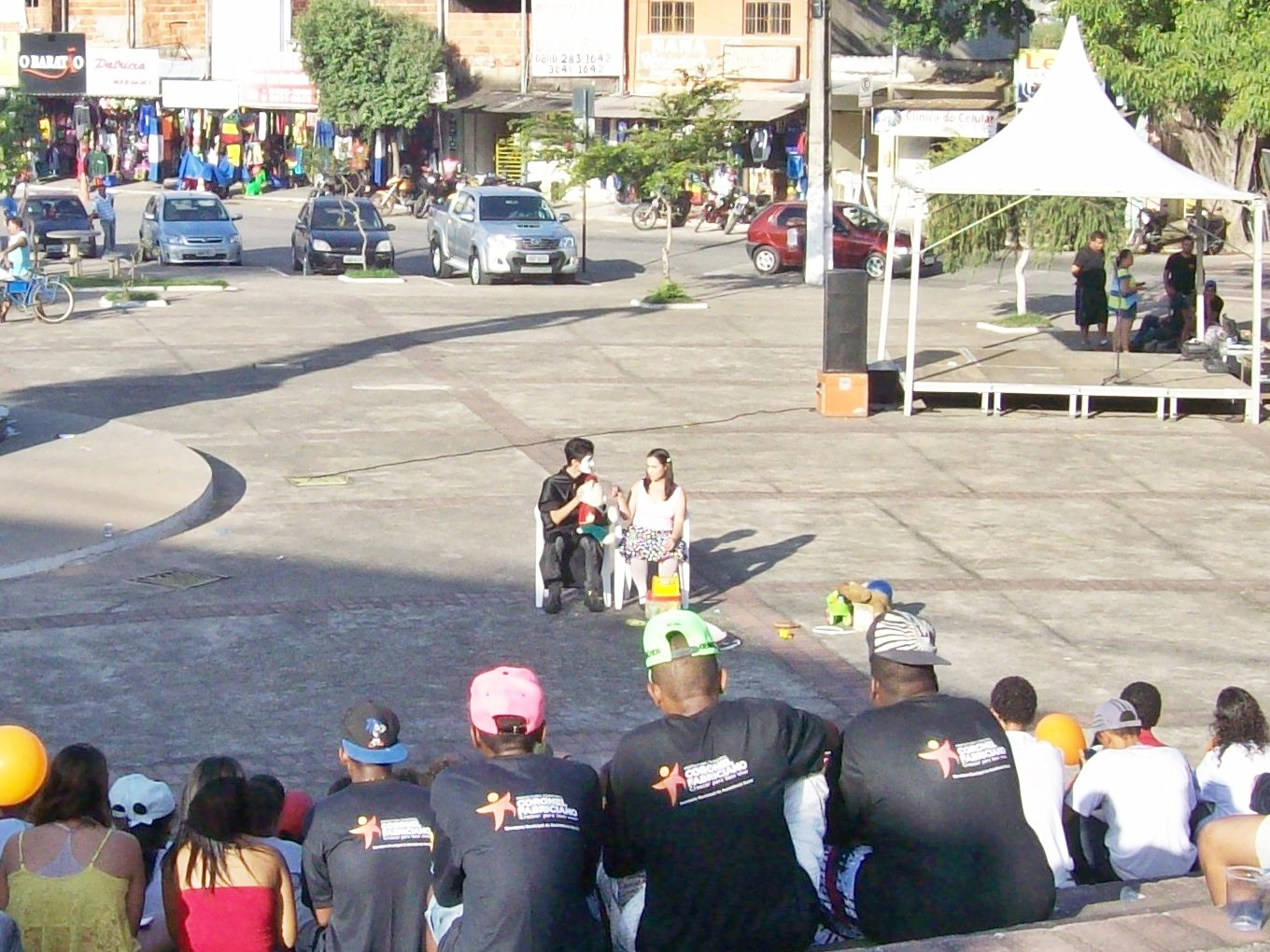
Théâtre sur la violence sexuelle contre les enfants sur la place Estação, à Coronel Fabriciano, Minas Gerais, Brésil.

Les programmes de prévention ciblent aussi bien les victimes potentielles que les parents et les professionnels. Une étude de 2013 établit un manque d'articulation entre les modèles théoriques de la prévention des abus sexuels sur mineurs et les interventions concrètes. La prévention tournée vers les enfants comprend notamment les campagnes de sensibilisation dans les programmes éducatifs, qui existent aux États-Unis et au Canada depuis les années 1980. La prévention en direction des parents peut aider ceux-ci à aborder les points les plus perturbants, comme l'abus de confiance de la part d'un proche ou d'un professeur, et non seulement la prudence à l'égard des inconnus. La prévention à l'égard des professionnels varie en fonction des secteurs visés, comme le professorat ou le corps médical. Évaluer l’efficacité de ces mesures pose des questions méthodologiques épineuses, d'autant qu'elles peuvent involontairement avoir quelques conséquences négatives selon leur mise en œuvre, comme favoriser un malaise à l'égard des contacts non sexualisés ou une méfiance généralisée à l'égard des adultes. Il importe donc que l'explication de ce risque soit en adéquation avec le développement de l'enfant.
Comprendre les mécanismes de la révélation de ces abus par les victimes permet de leur venir en aide plus rapidement et de lutter contre la perpétuation de ces actes. Des facteurs individuels, familiaux, culturels et contextuels sont en jeu. L'âge et le genre ont également un impact significatif sur l'incitation de la victime à témoigner : ainsi, l'enfant se confie bien moins que l’adulte sur ce sujet. Les normes sociales liées à la masculinité peuvent conduire l'homme à refuser de considérer avoir été abusé pendant son enfance ; une femme peut craindre de subir des reproches et de ne pas être cru en raison de stéréotypes liés à la féminité. Les obstacles à la divulgation (structure familiale patriarcale, environnement dissuasif sur les questions de sexualité…), sont pour l'instant plus étudiés que les facilitateurs (comme la mort de l’abuseur ou la mise en place d'une relation thérapeutique). Il est communément admis que cette divulgation relève généralement d'un processus complexe et long.

#### Ouvrages
- Yves-Hiram Haesevoets (préf. Hubert Van Gijseghem, postface Philip D. Jaffé), L'enfant victime d'inceste : de la séduction traumatique à la violence sexuelle, Louvain-la-Neuve, De Boeck Supérieur, coll. « Oxalis », 2015, 3e éd. (1re éd. 1997), 361 p. (ISBN 978-2-8073-0001-9).
- Jean-Yves Hayez et Emmanuel de Becker (préf. Hubert Van Gijseghem), L'enfant victime d'abus sexuel et sa famille : évaluation et traitement, Paris, Presses universitaires de France, coll. « Monographies de la psychiatrie de l’enfant », 1997, 301 p. (ISBN 2-13-048799-8, BNF 36967091).
- Nicole Horassius et Philippe Mazet (dir.), Conséquences des maltraitances sexuelles : reconnaître, soigner, prévenir, John Libbey Eurotext & Fédération française de psychiatrie, 2004, XIV-595 p. (ISBN 2-7420-0511-0).
- Yves Tyrode et Stéphane Bourcet (préf. Philippe Mazet), Sévices sur mineurs, Paris, Ellipse, coll. « L'enfant et l’adolescent », 2001, 144 p. (ISBN 2-7298-0261-4).
- Marie-Laure Gamet et Claudine Moïse, Les violences sexuelles des mineurs : victimes et auteurs : de la parole au soin, Paris, Dunod, 2010, 226 p. (ISBN 978-2-10-054043-3, BNF 42229451).
- Gérard Lopez, Les Violences sexuelles sur les enfants, Paris, Presses universitaires de France, coll. « Que sais-je ? » (no 3309), 1999, 2e éd. (1re éd. 1997), 127 p. (ISBN 2-13-048740-8).
- Gérard Lopez (préf. Pierre Lassus, postface Christian Hervé), Enfants violés et violentés : le scandale ignoré, Paris, Dunod, coll. « Enfances. Protection de l'enfance », 2013, VIII-248 p. (ISBN 978-2-10-058798-8).
- Serge André, Guidino Gosselin, « Qu'est-ce que la pédophilie » (Éditions Luc Pire 1998).

#### Articles
- Ndiaye Ibrahima, Bâ Idrissa, Faye Papa Lamine et al., « Aspects psychologiques et sociaux chez des mineures victimes d’abus sexuels. sept cas du service de pédopsychiatrie, hôpital de Thiaroye, Sénégal », L'information psychiatrique, 2017/3 (Volume 93), p. 243-249. DOI : 10.1684/ipe.2017.1616. [lire en ligne]